# Религиозность
Религио́зность трудно однозначно определить, но различные учёные рассматривают это понятие в широком смысле как вовлечённость в религию и следование религиозным ориентирам. Сюда входят эмпирические, ритуальные, идеологические, интеллектуальные, логические, вероучительные, конфессиональные, доктринальные, нравственные, культурные аспекты.

## Подходы к определению понятия «религиозность»
Религиоведы В. И. Гараджа, Д. М. Угринович и И. Н. Яблоков определяют религиозность как социальное качество группы или индивида, включающее в себя религиозное сознание, религиозное поведение и религиозное отношение.
Религиоведы Е. Г. Балагушкин, П. С. Гуревич, М. П. Мчедлов, Л. Н. Митрохин рассматривают религиозность исходя из изменений социальной ситуации и возникновения новых религиозных движений.
Религиоведы В. И. Кураев, А. И. Кырлежев, Ю. Ю. Синелина рассматривают феномен религиозности, которая тесно связана с мировоззрением и религиозным сознанием, изменяющимися под влиянием свободы совести и трансформирующегося общества, применительно к современной религиозной ситуации в российском обществе.

## Измерение религиозности
| 90−100 % 80−89 % 70−79 % 60−69 % | 50−59 % 40−49 % 30−39 % 20−29 % | 10−19 % 0−9 % нет данных |

Результаты опроса Гэллопа 2008−2009 годов: какой процент опрошенных назвал религию «важной частью повседневной жизни».

При измерении религиозности учёные сталкиваются с различными проблемами. Например, статистические данные о том, как часто люди посещают церкви, оказываются различными в зависимости от того, какие методы сбора данных используются, в частности, традиционные опросы в сравнении с изучением затрат времени.

## Разнообразие индивидуальных убеждений, конфессиональной принадлежности, поведения
Десятилетия антропологических, социологических и психологических исследований позволили сделать вывод, что религиозные идеи у разных людей фрагментированы, слабо связаны, контекстно-зависимы, как и идеи во всех других областях культуры и жизни. Индивидуальные убеждения, конфессиональная принадлежность и поведение — итог сложной совокупности факторов, почерпнутых из разных источников, в том числе из культуры. Социолог религии Марк Чавес (англ. Mark Chaves) утверждает: «Соблюдающие каноны евреи необязательно верят в то, что говорят в своих субботних молитвах. Христианские священники необязательно верят в Бога. А люди, которые регулярно призывают дождь путём танца, не делают это в сухой сезон».

## Религиозность населения и процветание общества
Независимый американский исследователь Грегори Пол в 2009 году опубликовал в журнале Evolutionary Psychology итоги своего комплексного кросс-национального анализа того, влияет ли массовая религиозность на процветание общества. В анализ были включены только данные по благополучным, процветающим демократическим государствам «первого мира» с населением около 4 млн человек или более. Всего было учтено 17 стран, данные по которым в международных базах и опубликованных сводках являются наиболее полными, достоверными и взаимно сравнимыми: США, Ирландия, Италия, Австрия, Швейцария, Испания, Канада, Новая Зеландия, Австралия, Нидерланды, Норвегия, Англия, Германия, Франция, Дания, Япония, Швеция.
По данным Пола, уровень убийств почти не коррелирует с религиозностью. Уровень самоубийств практически не зависит от религиозности населения (результаты по самоубийствам среди молодежи чуть-чуть в пользу светских стран, по самоубийствам среди людей всех возрастов — в пользу религиозных). По его данным, чем религиознее страна, тем выше детская смертность; корреляция между религиозностью и продолжительностью жизни направлена в ту же сторону, но выражена слабее.
Число абортов среди несовершеннолетних достоверно ниже в светских странах, чем в религиозных. Достоверных корреляций между религиозностью и потреблением алкоголя не выявлено. Уровни удовлетворенности жизнью и безработицы не коррелируют с религиозностью, по уровню коррупции — ситуация чуть лучше в менее религиозных странах.
По производству ВВП религиозные страны чуть впереди, однако по уровню имущественного равенства нерелигиозные страны их резко опережают (чем выше уровень религиозности, тем выше индекс Джини, отражающий неравномерность распределения материальных благ среди населения). В соответствии с этим и процент бедняков в религиозных странах существенно выше.
Из этого автор делает вывод, что чем увереннее и спокойнее чувствуют себя люди (прежде всего представители «среднего класса») в своем социальном окружении, чем меньше они тревожатся за свое экономическое благополучие, тем слабее их потребность искать утешение и защиту в религии. Полученные результаты, по мнению автора, свидетельствуют о том, что религиозность — относительно «поверхностный», гибкий, переменчивый психологический механизм, помогающий справляться со стрессом и тревожностью в малоэффективном обществе с низким уровнем социально-экономической стабильности и защищенности. Массовый отход от веры в Бога, в свою очередь, является естественной реакцией людей на улучшение жизненных условий.

## Нетрадиционная религиозность
Когда сложившая система церковных организаций оказывается неспособной удовлетворять изменившиеся духовные потребности части верующих, результатом может быть формирование религиозных новообразований. Их условно обозначают «новые религиозные движения» (также могут использоваться обозначения «нетрадиционные религии и культы», «возникающие религии», «внеконфессиональные, неканонические верования», «альтернативные религии»; и дискуссионные термины «деструктивный культ» и «тоталитарная секта», обычно употребляемые представителями традиционных конфессий или критиками НРД).
Теолог и социолог религии В. А. Мартинович, рассмотрев в монографии 2015 года «Нетрадиционная религиозность: возникновение и миграция: Материалы к изучению нетрадиционной религиозности» 3815 новых религиозных движений из 93 стран, определяет «нетрадиционную религиозность» как «всё многообразие форм сектантства, существующих на территории одной, конкретно взятой страны мира», а также как сложную, открытую, развивающуюся, целостную подсистему общества, включающую в себя  всё многообразие разновидностей и типов сектантства. В его представлении нетрадиционная религиозность — целостная система, которая имеет неизменное «ядро» и подвижную «оболочку», изменяющуюся под влиянием целого ряда факторов. Он считает, что нетрадиционная религиозность черпает свой идейный потенциал в том числе и из несектантских идей, а поэтому будет существовать до тех пор, пока существует общество; воспроизводство нетрадиционной религиозности циклично и непрерывно. Он фактически опровергает популярную в религиоведении концепцию «бума» нетрадиционной религиозности на Западе в 1960-х гг. как уникального в истории общества явления.